# Новокастильское плоскогорье
Новокасти́льское плоского́рье (Ю́жная Месе́та) — плоскогорье в Испании, южная часть Месеты.
Преобладающие высоты составляют 600—800 м. Плоскогорье сложено слабо дислоцированными глинами, известняками, песчаниками. Преобладают плоские, платообразные поверхности, в которые глубоко врезаны долины крупных рек (Тахо, Гвадиана). На западе расположены островные средневысотные хребты Толедских гор, высотой до 1603 м.
Доминирует разреженная кустарниковая и травяная растительность. Население занимается выращиванием пшеницы, сахарной свёклы, маслин, а также виноградарством и овцеводством. На территории плоскогорья находится столица Испании — город Мадрид.